# 梶原善
梶原 善（かじはら ぜん、1966年2月25日 - ）は、日本の俳優。岡山県岡山市出身。シス・カンパニー所属。

## 略歴
岡山理科大学付属高校時代はバンド活動に打ち込み、卒業後は上京し東京デザイナー学院に入学する。
1985年にアルバイト仲間だった松重豊の紹介で、三谷幸喜が主宰する東京サンシャインボーイズの公演に参加して初舞台を踏み、以後、劇団員として多くの作品に出演する。
1994年に東京サンシャインボーイズが活動を休止した後も三谷作品の常連として多くの作品に出演する他、様々な舞台、テレビ、映画などで活躍している。
俳優の甲本雅裕は高校時代からの友人で、甲本を東京サンシャインボーイズへ誘ったのも梶原である。

## 出演

### テレビドラマ
- やっぱり猫が好きSP「やっぱり逸見と猫が好き」 （1989年、フジテレビ） - コンビニの客 役
- 振り返れば奴がいる（1993年1月13日 - 3月24日、フジテレビ） - 柏木 役
- 古畑任三郎シリーズ（フジテレビ）
  - 警部補・古畑任三郎 「殺人特急」（1994年6月1日） - 山口車掌 役
  - 警部補・古畑任三郎 「最後のあいさつ」（1994年6月29日） - 井戸支配人 役
  - 古畑任三郎vsSMAP（1999年1月3日） - 弁当屋・梶善 役
- お金がない!（1994年7月6日 - 9月21日、フジテレビ） - 徳川家安 役
- 世にも奇妙な物語（フジテレビ）
  - 冬の特別編 「最後の喫煙者」（1995年1月4日）
  - 春の特別編 「地図にない町」（1995年4月3日）
- セカンド・チャンス（1995年4月14日 - 6月30日、TBS） - 玉木満 役
- 王様のレストラン（1995年4月19日 - 7月5日、フジテレビ） - 稲毛成志 役
  - 王様のレストラン それはまた別の話スペシャル（1995年12月31日、フジテレビ）
- ザ・シェフ（1995年10月21日 - 12月16日、日本テレビ） - 春日一郎 役
- 大河ドラマ（NHK）
  - 秀吉（1996年1月7日 - 12月22日） - 稲田大炊助 役
  - 平清盛（2012年1月8日 - 12月23日） - 平宗清 役
  - 鎌倉殿の13人（2022年1月9日 - ） - 善児 役[4]
- ナニワ金融道シリーズ（フジテレビ） - 泥沼亀之助 役
  - パート1（1996年2月16日）
  - パート2（1996年10月8日）
  - パート3（1998年1月5日）
  - パート4（1999年4月30日）
  - パート5（2000年9月25日）
  - パート6（2005年1月3日）
  - 新ナニワ金融道（2015年1月24日）
- 竜馬におまかせ!（1996年4月10日 - 6月26日、日本テレビ） - 沖田総司 役
- こんな私に誰がした（1996年10月15日 - 12月17日、フジテレビ） - 大古 役
- はみだし刑事情熱系 第10話（1996年12月18日、テレビ朝日） - 吉松弘之 役
- 約束の街・札幌（1996年2月10日、北海道テレビ放送） - 桧山保 役
- ニュースの女（1997年1月7日 - 3月18日、フジテレビ） - 岩清水カメラマン 役
- いいひと。（1997年4月15日 - 6月24日、フジテレビ） - マスター 役
- ギフト（1997年4月16日 - 6月25日、フジテレビ） - 筑波新次 役
- きらきらひかる（1998年1月13日 - 3月17日、フジテレビ）
- 金曜エンタテイメント 「お気らく主婦の大冒険1」（1998年1月16日、フジテレビ） - 木田孝雄 役
- 月曜ドラマスペシャル（フジテレビ）
  - 早乙女千春の添乗報告書6・湯布院湯けむりツアー殺人事件（1998年4月6日） - 山本聡 役
  - 森村誠一サスペンス・灯（2001年9月17日） - 吉見正造 役
  - おばさん会長・紫の犯罪清掃日記 ゴミは殺しを知っている2（2001年11月26日） - 河田精十郎 役
- お仕事です!（1998年4月16日 - 7月2日、フジテレビ）
- おばはん刑事!流石姫子シリーズ（1998年9月5日 - 2000年10月14日、テレビ朝日） - 丸山圭司 役
- ブランド (2000年1月13日 - 2000年3月23日) - 青井和巳 役
- 伝説の教師（2000年4月- 2000年6月） - 永野武史 役
- 合い言葉は勇気（2000年7月6日 - 9月14日、フジテレビ） - 川北義助 役
- 京極夏彦 「怪」 第1話「七人みさき」（2000年1月3日、WOWOW） - 与吉 役
- 私を旅館に連れてって（2001年4月11日 - 6月27日、フジテレビ）
- HERO（2001年1月8日 - 3月19日、フジテレビ） - 漆山保 役
- マイリトルシェフ（2002年7月10日 - 9月11日、TBS） - 藤堂平助 役
- 土曜ワイド劇場
  - 家政婦は見た!美貌の女社長、8000億の秘密…秋子に似たソックリ女の謎！（2007年7月14日、テレビ朝日）
  - 火災調査官・紅蓮次郎 商店街で火災発生!!炎に消えた二つの命!!10分の空白が親娘の絆を引き裂いた!?クリスマスツリーの突然発火にパチパチの秘密!?（2015年6月6日、テレビ朝日） - 池田隆 役
  - ショカツの女 殺人犯は元少年A? 24年間背負ってきた世間の目! 防犯カメラが捕らえた容疑者は3人!!（2015年11月21日、朝日放送） - 江端利男 役
- スワンの馬鹿! 〜こづかい3万円の恋〜（2007年、関西テレビ） - 時田秀喜 役
- 優しい時間 第6話（2005年2月17日、フジテレビ） - 従業員を脅すヤクザ 役
- 幻十郎必殺剣 （2008年2月8日、テレビ東京） - 物部勘助 役
- 日本テレビ開局55周年記念スペシャルドラマ「東京大空襲」（2008年3月、日本テレビ）
- 眉山 -BIZAN-（2008年4月、フジテレビ） - カメラマン 役
- 秘書のカガミ（2008年4月 - 6月、テレビ東京） - 熊田大吉 役
- 金曜プレステージ（フジテレビ）
  - 鯨とメダカ（2008年5月9日） - 遠山謙吾 役
  - クッキングパパ（2008年8月29日） - 佐倉真治 役
- 土曜ドラマ「上海タイフーン」（2008年、NHK） - 尾崎考太郎 役
- 土曜時代劇「浪花の華〜緒方洪庵事件帳〜」（2009年、NHK） - 新井幸次郎 役
- 任侠ヘルパー 第8・9話（2009年8月27日・9月3日、フジテレビ） - 山浦渉 役
- 不毛地帯（2009年、フジテレビ） - 海部要 役
- 赤かぶ検事京都篇 第2話（2010年1月20日、TBS） - 岩田孝治 役
- 連続テレビ小説（NHK） 
  - ゲゲゲの女房（第82作：2010年3月-） - 戌井慎二 役
  - あさが来た（第93作：2015年11月17日（第36回） - 2016年3月29日（第152回）） - 宮部源吉（炭坑 支配人） 役
- 警視庁継続捜査班 第3話（2010年8月5日、テレビ朝日） - 小林玲吾 役
- 新春ワイド時代劇「戦国疾風伝 二人の軍師 秀吉に天下を獲らせた男たち」（2011年1月2日、テレビ東京） - 足利義昭 役
- TOKYO コントロール（2011年、フジテレビ） - 矢野元治 役
- ハガネの女 season2（2011年、テレビ朝日） - 酒井大助 役
- HUNTER〜その女たち、賞金稼ぎ〜 第10話（2011年、関西テレビ） - 宮川篤 役
- ドラマW（WOWOW）
  - 三谷幸喜「short cut」（2011年）
  - エンドロール〜伝説の父〜（2012年3月18日） - 豊村末男 役
  - 三谷幸喜「大空港2013」（2013年12月29日） - 犬山寅男 役
  - 水晶の鼓動 殺人分析班 第1話・第2話（2016年11月13日・20日） - 鴨下潤一 役
  - 蝶の力学 殺人分析班 第1話・第2話（2019年11月17日・24日）
  - 名刺ゲーム（2017年12月2日 - 23日） - 足達 役
  - 三谷幸喜「おい、太宰」（2025年6月29日 - ） - 打雷次郎 / 小室四郎 / 小室四郎次郎 役[5]
- ウレロ☆未確認少女 第6話（2011年11月11日、テレビ東京） - 黒沢 役
- 運命の人（2012年1月 - 3月、TBS） - 萩野孝和 役
- 13歳のハローワーク 第4話（2012年2月3日、テレビ朝日） - 岡島聡 役
- 妄想捜査〜桑潟幸一准教授のスタイリッシュな生活 最終話（2012年3月18日、テレビ朝日） - 植松守 役
- 新・おみやさん 第3話（2012年5月3日、テレビ朝日） - 小林周平 役
- 浪花少年探偵団 第4話（2012年7月23日、TBS） - 西丸昭一 役
- だましゑ歌麿II（2012年9月15日、テレビ朝日） - 高山 役
- TOKYOエアポート〜東京空港管制保安部〜（2012年10月 - 12月、フジテレビ） - 矢野元治 役
- 勇者ヨシヒコと悪霊の鍵 第6話（2012年11月16日、テレビ東京） - 仙人 役 ※友情出演
- BS時代劇 妻は、くノ一（2013年4月 - 5月、NHK BSプレミアム） - 雙星雁二郎 役
  - 妻は、くノ一 〜最終章〜（2014年5月 - 6月）
- プレミアムドラマ（NHK BSプレミアム）
  - 小暮写眞館 第1・2回（2013年3月 - 4月） - 野中 役
  - 黒猫、ときどき花屋（2013年10月 - 11月） - 小暮悟 役
  - ハードナッツ! 〜数学girlの恋する事件簿〜 第7・最終話（2013年12月1日・8日） - 鶴橋時三 役
  - 嫌な女 第2回（2016年3月13日） - 熊田嘉昭 役
- ガリレオ 第1章「幻惑す」（2013年4月15日、フジテレビ） - 真島 役
- 水曜ミステリー9（テレビ東京）
  - 鉄道警察官・清村公三郎10・SL大井川殺人ルート（2013年6月12日） - 原口俊二 役
  - 事故調（2015年4月1日） - 中村靖信 役
  - 警視庁強行犯 樋口顕3・烈火（2016年12月21日） - 赤塚玲司 役
- ラスト・ドクター〜監察医アキタの検死報告〜（2014年7月 - 9月、テレビ東京） - 久保田孝輔 役
- 素敵な選TAXI 第9話（2014年12月9日、関西テレビ） - 大久保薫 役
- 新春ドラマスペシャル「大使閣下の料理人」（2015年1月3日、フジテレビ） - 藤田康晴 役
- 天皇の料理番 第12話（2015年7月12日、TBS） - 昭和天皇 役
- BS時代劇 一路（2015年7月 - 9月、NHK BSプレミアム） - 小野寺惣十郎 役
- 探偵の探偵 第10話（2015年9月10日、フジテレビ） - 鴨居秀一 役
- サムライせんせい（2015年10月 - 12月、テレビ朝日） - 小見山喜一 役
- 月曜ゴールデン「狩矢警部シリーズ15・京都タペストリー殺人事件」（2015年12月7日、TBS） - 大平登 役
- わたしを離さないで 第4話 - 最終話（2016年2月 - 3月、TBS） - 峰岸 役
- 重版出来! 第8話（2016年5月31日、TBS） - 北野勉 役[6]
- 家売るオンナ（2016年7月 - 9月、日本テレビ） - 布施誠 役[7]
  - 帰ってきた家売るオンナ（2017年5月26日）
  - 家売るオンナの逆襲（2019年1月 - 3月）
- 月曜名作劇場「あんみつ検事の捜査ファイル」シリーズ（TBS） - 井口寛司 役
  - 第1作「女検事の涙は乾く」（2016年6月13日）
  - 第2作「白骨夫人の遺言書」（2017年2月6日）
- 金曜プレミアム「十津川警部10・悪女」（2016年7月29日、フジテレビ） - 長谷川真 役
- 夏目漱石の妻 第3話（2016年10月8日、NHK） - 榎本好次 役
- レンタル救世主 第1話・第9話（2016年10月９日・12月4日、日本テレビ） - 柿本信也 役
- 潜入捜査アイドル・刑事ダンス 第2話（2016年10月15日、テレビ東京） - 千堂万来 役
- キャバすか学園（2016年10月 - 2017年1月、日本テレビ） - 笹島 役
- スニッファー 嗅覚捜査官 第4話（2016年11月12日、NHK） - 米倉 役
- コック警部の晩餐会 第6話（2016年11月24日、TBS） - 奥山カツオ 役
- 増山超能力師事務所 第2話（2017年1月12日、読売テレビ） - 西条敏郎 役
- トットちゃん! 第30話・第31話（2017年11月10日・13日、テレビ朝日） - 占い師 役
- 相棒 Season16 第10話（2018年1月1日、テレビ朝日） - 安田英治 役
- 遺留捜査シリーズ（テレビ朝日） - 岩田信之 役
  - 第5シリーズ（2018年7月12日 - 9月13日）
  - 日曜プライム 遺留捜査スペシャル（2018年11月11日）
  - 日曜プライム 遺留捜査スペシャル（2019年2月24日）
  - 遺留捜査スペシャル（2019年10月3日）
  - 日曜プライム 遺留捜査スペシャル（2019年11月24日）
  - 日曜プライム 遺留捜査スペシャル（2019年12月1日）
  - 第6シリーズ  第1話・第7話（2021年1月4日・2月25日）
- 犬神家の一族（2018年12月24日、フジテレビ） - 藤崎正一 役
- ちょい☆ドラ2019「斬る女」（2019年1月12日、NHK）
- 4K大型時代劇スペシャル 紀州藩主・徳川吉宗（2019年2月8日、BS朝日） - 権三 役
- わたし、定時で帰ります。（2019年4月16日 - 6月25日、TBS） - 戸塚学 役
- 小説王（2019年4月23日 - 7月2日、フジテレビ） - 榊田編集長 役
- びしょ濡れ探偵 水野羽衣 第1話・第12話（2019年7月4日・9月19日、テレビ東京） - 織田 役
- 時効警察はじめました 第7話（2019年11月29日、テレビ朝日） - 田端博 役
- 異世界居酒屋「のぶ」 （WOWOWプライム） - ダミアン 役
  - Season1（2020年5月16日 - 7月17日）
  - Season2（2022年5月27日 - （予定））[8]
- 不要不急の銀河 （2020年7月23日、NHK総合） - 白井邦夫 役
- お花のセンセイ- 福武不二雄 役
  - （2020年8月30日、テレビ朝日）
  - （2021年12月23日、テレビ朝日）[9]
- 働かざる者たち 第2話（2020年9月3日、テレビ東京） - 三木勲 役
- 記憶捜査〜新宿東署事件ファイル〜2 第3話・第4話（2020年11月6日・13日） - 林友治 役
- ナイト・ドクター（2021年6月21日 - 9月13日、フジテレビ） - 嘉島征規 役
- DCU〜手錠を持ったダイバー〜 第2話（2022年1月23日、TBS） - 坂東秀喜 役[10]
- 月曜プレミア8 今野敏サスペンス 機捜235III（2022年5月16日、テレビ東京）- 谷口洋一 役
- 石子と羽男-そんなコトで訴えます?- 第8話（2022年9月2日、TBS） - 香山信彦 役[11]
- ファーストペンギン!（2022年10月5日 - 12月7日、日本テレビ） - 山中篤 役[12][13]
- エルピス-希望、あるいは災い-（2022年10月24日 - 12月26日、関西テレビ・フジテレビ） - 海老田天丼 役[14]
- ハヤブサ消防団（2023年7月13日 - 9月14日、テレビ朝日） - 森野洋輔 役[15][16]
- ONE DAY〜聖夜のから騒ぎ〜（2023年10月9日 - 12月18日、フジテレビ） - 国枝茂雄 役[17][18]
- となりのナースエイド 第1話（2024年1月10日、日本テレビ） - 早乙女寛治 役[19]
- Re:リベンジ-欲望の果てに-（2024年4月11日 - 6月20日、フジテレビ） - 鮎川賢二 役[20]
- ダブルチート 偽りの警官 Season1（2024年4月26日 - 6月14日、テレビ東京） - 堀北隆司 役[21]
  - ダブルチート 偽りの警官 Season2（2024年6月29日 - 、WOWOW）[22]
- 雲霧仁左衛門ファイナル（2025年1月5日 - 2月20日、NHK BS・NHK BSプレミアム4K）- 柏倉大膳 役[23]
- ノンレムの窓 2025・新春 第1話「前の車追ってください」（2025年1月5日、日本テレビ）[24]
- 鬼平犯科帳 老盗の夢（2025年2月8日、時代劇専門チャンネル）[25]
- 天久鷹央の推理カルテ 第7話（2025年6月3日、テレビ朝日） - 御子神知奴 役[26]
- FOGDOG（2025年7月22日 - 、読売テレビ） - 牛尾健司 役[27]

### 映画
- 12人の優しい日本人 （1991年12月14日） - 陪審員7号 役
- 我が人生最悪の時（1994年3月5日） - 岩崎 役
- 新・居酒屋ゆうれい（1996年9月28日） - 戸塚刑事 役
- ガメラ2 レギオン襲来（1996年7月13日） - 真野警備員 役
- ラヂオの時間（1997年11月8日） - 大田黒春五郎 役
- 大安に仏滅!?（1998年4月4日）
- GTO （1999年） - 橘清二 役
- 京極夏彦 「怪」七人みさき（2000年） - 与吉 役
- セブンズフェイス（2000年）
- みんなのいえ（2001年） - ケントちゃん 役
- 花とアリス（2004年） - CM撮影スタッフ 役 ※Kajiwara zenと誤表記
- THE 有頂天ホテル（2006年） - 尾藤 役
- バックダンサーズ!（2006年） - 磯部元 役
- 呪怨 パンデミック（2006年） - 民族研究家 役
- 私は貝になりたい（2008年） - 折田俊夫 役
- ザ・マジックアワー（2008年） - 西さん 役
- 旭山動物園物語 ペンギンが空をとぶ（2009年） - 三田村篤哉 役
- ステキな金縛り（2011年） - 伊勢谷 役
- タバコイ〜タバコで始まる恋物語〜（2012年）
- 清須会議（2013年） - 小一郎 役
- ギャラクシー街道（2015年） - ババサヒブ 役[28]
- スキャナー 記憶のカケラをよむ男（2016年） - 松下巡査 役
- グッドモーニングショー（2016年） - 館山修平 役[29]
- 後妻業の女（2016年） - 奥本幸之助 役
- マスカレード・ホテル（2019年1月18日） - 本宮 役[30]
  - マスカレード・ナイト (2021年9月17日） - 本宮 役
- 記憶にございません!（2019年9月13日） - 小野田治 役
- コンフィデンスマンJP -英雄編-（2022年1月14日） - 奪われた男 役
- 湯道（2023年2月23日、東宝） - 荒井正章 役[31][32]
- ロストケア（2023年3月24日）[33][34]
- 大名倒産（2023年6月23日、松竹） - 天野大膳 / 天野中膳 / 天野小膳 役（一人三役）[35]
- リゾートバイト（2023年10月20日、イオンエンターテイメント）- 佐々木六朗 役[36][37][38]
- もしも徳川家康が総理大臣になったら（2024年7月26日、東宝） - 森本慶一 役[39]
- サユリ（2024年8月23日、ショウゲート） - 神木昭雄 役[40]
- スオミの話をしよう（2024年9月13日） - イタリアンレストラン店員 役
- 三谷幸喜『おい、太宰』劇場版（2025年7月11日） - 打雷次郎 役[41]

### 舞台
- くたばれサンダース（1985年9月20日 - 9月23日、東京サンシャインボーイズ 作・演出：三谷幸喜）
- 天国から北へ3キロ（1989年7月4日 - 7月9日、東京サンシャインボーイズ 作・演出：三谷幸喜）
- 彦馬がゆく（1990年4月10日 - 4月15日、東京サンシャインボーイズ 作・演出：三谷幸喜）
  - 再演（1993年11月10日 - 11月19日、東京サンシャインボーイズ 作・演出：三谷幸喜）
  - 再々演（2002年1月8日 2月3日、パルコ 作・演出：三谷幸喜）
- 12人の優しい日本人（1990年7月30日、東京サンシャインボーイズ 作・演出：三谷幸喜）
- 東京サンシャインボーイズの罠（1994年9月14日 - 12月11日、東京サンシャインボーイズ 作：三谷幸喜 演出：山田和也）
- 温水夫妻（1999年4月7日、パルコ 作・演出：三谷幸喜）
- 丹下左膳（2003年、松竹 原作：林不忘 脚本：水谷龍二 演出：小野鉄二郎）
- 髑髏城の七人〜アカドクロ（2004年4月17日 - 6月6日、劇団☆新感線 作：中島かずき 演出：いのうえひでのり）
  - 髑髏城の七人 Season鳥（2017年6月27日 - 9月1日、劇団☆新感線 作：中島かずき 演出：いのうえひでのり）
  - 修羅天魔 髑髏城の七人 Season 極（2018年3月17日 - 5月31日、劇団☆新感線 作：中島かずき 演出：いのうえひでのり）
- 吉原御免状（2005年9月8日 - 10月23日、劇団☆新感線 原作：隆慶一郎 脚色：中島かずき 演出：いのうえひでのり）
- Cat in the Red Boots（2006年9月15日 - 10月9日、劇団☆新感線 作：戸田山雅司 演出：いのうえひでのり）
- 幸せ最高ありがとうマジで!（2008年、パルコ 作・演出：本谷有希子）
- 蜉蝣峠（2009年、劇団☆新感線 作：宮藤官九郎 演出：いのうえひでのり）
- returns（2009年、東京サンシャインボーイズ 作・演出：三谷幸喜）※映像での出演
- スペリング・ビー（2009年、日本テレビ 作詞・作曲：ウィリアム・フィン 脚本：レイチェル・シェインキン 演出：寺崎秀臣）
- ぼっちゃま（2011年、パルコ 作：鈴木聡 演出：河原雅彦）
- 南部高速道路（2012年、世田谷パブリックシアター 原作：フリオ・コルタサル 構成・演出：長塚圭史）
- ドレッサー（2013年、世田谷パブリックシアター 原作：ロナルド・ハーウッド 演出：三谷幸喜）
- 蒼の乱（2014年、劇団☆新感線 作：中島かずき 演出：いのうえひでのり）
- 道化の瞳（2014年、シアタークリエ 作・演出：玉野和紀）
- 〜崩壊シリーズ〜『九条丸家の殺人事件』（2016年、上演台本・演出：オークラ）
- お勢登場（2017年、世田谷パブリックシアター 原作：江戸川乱歩 作・演出：倉持裕）
- 〜崩壊シリーズ〜『リメンバーミー』（2017年、 上演台本・演出：オークラ））
- 〜崩壊シリーズ〜『派』（2019年）
- 奇子（2019年、上演台本・演出：中屋敷法仁）
- 検察側の証人（2021年、作：アガサ・クリスティ　翻訳・演出：小川絵梨子）
- 朗読劇 父と暮らせば（2024年、作：井上ひさし 演出：岡本貴也）[42]
- 蒙古が襲来（2025年、東京サンシャインボーイズ 作・演出：三谷幸喜）[43]
- MONDAYS/このタイムループ、まだまだ終わらない!?（2025年公演予定、作・演出：ウォーリー木下）[44]

### OVA
- 銀河英雄伝説（1994年7月20日 - 1995年2月22日） - ビジアス・アドーラ 役

### 人形劇
- シャーロック ホームズ（2014年3月25日 - 2015年2月15日、NHK総合テレビ・NHKEテレ） - ベッポ 役

### ショートフィルム
- パパは冒険家 The Wedding is in three days（2013年）

プロモーションムービー
- 岡山県美作市 移住プロモーションムービー『まさか!?みまさか』
  - 「ジビエ料理」編、「岡山湯郷ベルサッカースクール」編、「NODAレーシングアカデミー」編など、6パターン（2016年）

### MV
- 柏木由紀『Birthday wedding』（2013年）

### バラエティ
- メトロポリタンジャーニー「熱風都市ジャカルタ（インドネシア）を行く」（1997年2月12日、フジテレビ）
- ピラメキーノG「ざっくり戦士ピラメキッド」（2010年4月23日 - 12月16日、テレビ東京） - 猫田又吉
- コントの劇場 〜The Actors' Comedy〜（2013年6月28日、NHKBSプレミアム）
- AKB48 SHOW!（2013年10月5日・10月19日、NHKBSプレミアム）
- タモリ倶楽部（テレビ朝日） - 不定期出演

### 紀行番組
- 梶原善の「ビルぶら!レトロ探訪」（2022年10月4日 - 2025年3月28日、BSフジ） - ビル探訪人[注 1]

### CM
- 日本電信電話
- NTTドコモ（1996年）
- 麒麟麦酒
- 富士フイルム「フジカラー」（1999年） - 田中麗奈と共演[47][48]
- スバル R1（2005年）※声の出演
- サッポロ うまい生（2007年2月9日 - ）
- おつまみチーズ チーズ鱈（2010年）
- 宝くじ グリーンジャンボ宝くじ（2014年）
- UHA味覚糖 ぷっちょ（2019年）King & Princeのマネージャー役
- 日経ビジネス電子版（2019年3月9日 - ）相手クライアント役
- サントリー 伊右衛門プラス コレステロール対策（機能性表示食品）「エスカレーター篇」（2019年5月）本木雅弘と出演
- サントリー 胡麻麦茶（2023年 - ）高橋克実、伊藤沙莉と共演

### 配信ドラマ
- 恋の妄想♡消防団（2023年8月3日 - 17日、TELASA）  - 森野洋輔 役[49]
- ONE DAY〜聖夜のから騒ぎ〜エピソード0（2023年11月20日、TVer） - 国枝茂雄 役[50]

### ラジオドラマ
- FMシアター（NHK-FM）
  - 『夜の学び舎に燈ともりて』（2025年2月15日） - 誠一 役[51]